# امپریالیسم بالاترین مرحله سرمایه‌داری
امپریالیسم - بالاترین مرحله سرمایه داری کتابی است نوشته لنین در سال ۱۹۱۷ میلادی. این کتاب در سال ۱۳۵۸ خورشیدی توسط محمد پورهرمزان به زبان فارسی برگردانده شد.